# Nytjärnen (Ragunda socken, Jämtland)
Nytjärnen är en sjö i Ragunda kommun i Jämtland och ingår i Indalsälvens huvudavrinningsområde. Sjön har en area på 0,145 kvadratkilometer och ligger 472,2 meter över havet.

## Delavrinningsområde
Nytjärnen ingår i det delavrinningsområde (702716-151167) som SMHI kallar för Inloppet i Köttsjön. Medelhöjden är 441 meter över havet och ytan är 9,46 kvadratkilometer. Räknas de 8 avrinningsområdena uppströms in blir den ackumulerade arean 95,41 kvadratkilometer. Gilleran som avvattnar avrinningsområdet har biflödesordning 2, vilket innebär att vattnet flödar genom totalt 2 vattendrag innan det når havet efter 146 kilometer. Avrinningsområdet består mestadels av skog (75 procent) och sankmarker (15 procent). Avrinningsområdet har 0,24 kvadratkilometer vattenytor vilket ger det en sjöprocent på 2,5 procent.